# 团毛黏菌科
团毛黏菌科（学名：Gloeotrichiaceae ）为念珠藻目的一个科。此科的模式属为团毛黏菌属(Gloeotrichia)。现为束丝藻科（Aphanizomenaceae Elenkin 1938）的异名。

## 下级分类
本科包括以下属：
- 眉藻属 Calothrix Bornet & Flahault, 1886
- 团毛黏菌属 Gloeotrichia J. Agardh ex Bornet et Flahault 1886